# AKABEiSOFT2
有限会社AKABEiSOFT2（あかべぇそふとつぅ）は、アダルトゲームの製作会社である。福岡県福岡市中央区大手門に本社を置く。

## 概要
前身は同人誌および同人ソフトサークルの「AKABEiSOFT」（あかべぇそふと）であり、同サークルは『スクールランブル』のパロディでその名が知られるようになる。2004年冬に一次創作作品発行を「AKABEiSOFT」、二次創作作品発行を「有葉と愉快な仲間達」（あるふぁとゆかいななかまたち）に名義分離し、翌2005年に前者を法人化し、社名を「有限会社AKABEiSOFT2」、ブランド名を「あかべぇそふとつぅ」とした。これに伴い同人サークルとしての「AKABEiSOFT」は「有葉と愉快な仲間達」に吸収合併され、原画担当スタッフ有葉（あるふぁ）の個人サークルの名義となる。なお、正式発表はされていないが、同人ソフトの開発はあかべぇそふとつぅの発足に伴い事実上終了しており、新規発行は同人誌のみである。社内カンパニーとして株式会社エフォルダムがあったが、2014年4月16日をもって解散した。
2019年3月31日に株式会社グリーンウッドの「Campus」ブランド、ホームページ等が有限会社AKABEiSOFT2に引き継がれた。

## 沿革
- 2000年 - KEY氏を代表とする同人ゲームサークル「AKABEi SOFT」結成。
- 2005年 - 有限会社AKABEiSOFT2を設立。
- 2005年2月2日 - 「あかべぇそふとつぅ」サイトオープン。
- 2006年 - 社内カンパニーとして株式会社エフォルダムを設立。
- 2007年3月17日 - 「しゃんぐりら」サイトオープン。
- 2007年5月21日 - 「暁WORKS」サイトオープン。
- 2008年7月19日 - 「暁WORKS-黒-」サイトオープン。
- 2008年10月31日 - 全年齢向けウェブサイト「あかべぇめでぃあ」を設立。
- 2008年11月28日 - 「WHEEL」サイトオープン。
- 2009年6月20日 - 「しゃんぐりらすまーと」サイトオープン。
- 2009年6月20日 - 「暁WORKS-響-」サイトオープン。
- 2009年11月6日 - 「CollaborationS」ティザーサイトオープン。
- 2010年2月3日 - 「あかべぇそふとつぅTRY」サイトオープン。
- 2011年7月15日 - 「スペルマニアックス」サイトオープン。
- 2011年4月30日 - 「てぃ〜ぐる」サイトオープン。
- 2012年5月21日 - あかべぇそふとつぅグループ再編の為、「しゃんぐりら」・「しゃんぐりらすまーと」・「あっぷりけ-妹-」・「暁WORKS-黒-」・「team IT's」・「team it'sみんと」・「shallot」・「スペルマニアックス」をあかべぇそふとすりぃに統廃合。「暁WORKS-響-」が「hibiki」としてリニューアル。
- 2013年10月28日 - 「Nostalgic Chord」サイトオープンおよび新規立ち上げ[4]。
- 2014年4月16日 - 「エフォルダムソフト」が解散。
- 2015年9月30日 - 「エフォルダムソフト」の一部ゲーム（『恋騎士 Purely Kiss』『銃騎士 Cutie Bullet』）の版権を移動保有化
- 2019年4月4日 - 「Campus」の版権を移動保有化[5]

## 作品一覧

### 同人作品
AKABEi SOFT
- 2004年6月20日 - アザゼル、アザゼル SPECIAL SOUND TRACK
- 2004年9月12日 - 夜の破片

有葉と愉快な仲間達
- 2004年12月30日 - SCHOOL×SCHOOL
  - 『スクールランブル』の18禁パロディアドベンチャーゲーム。コミックマーケット67で先行発売、2005年1月20日一部書店に委託販売。

mixed up×AKABEiSOFT
- 2005年1月21日 - A profile（ア・プロフィール）

SKILL UP
- 2006年 - 妹 〜doublesite〜
- 2006年 - 旋律の大攻勢MASTER(音楽CD)
- 2007年 - えむ すくらんぶる
- 2007年 - あなたの傍で笑っていたい

### 商業作品

#### あかべぇそふとつぅ
- 2005年5月27日 - 魂響〜たまゆら〜
- 2005年7月8日 - 魂響〜陵辱side〜
- 2005年11月25日 - 車輪の国、向日葵の少女
- 2006年3月24日 - その横顔を見つめてしまう〜A Profile 完全版〜
- 2006年9月29日 - こんな娘がいたら僕はもう…!!
- 2007年1月26日 - 車輪の国、悠久の少年少女
- 2007年7月26日 - 魂響〜円環の絆〜
- 2008年1月31日 - あかべぇそふとつぅデスクトップアクセサリー集『赤箱』
- 2008年5月29日 - G線上の魔王
- 2008年6月26日 - こんぼく麻雀 〜こんな麻雀があったら僕はロン!〜
- 2009年3月26日 - W.L.O. 世界恋愛機構
- 2009年9月24日 - W.L.O.世界恋愛機構L.L.S. -LOVE LOVE SHOW-
- 2010年5月27日 - 置き場がない!
- 2010年6月24日 - 光輪の町、ラベンダーの少女
- 2010年9月23日 - あかべぇそふとつぅと愉快な仲間たちデスクトップアクセサリー集『赤箱2』
- 2011年11月25日 - やや置き場がない!
- 2015年2月27日 - ぼくの一人戦争
- 2018年3月30日 - 母性カノジョ- 子宮 帰還編 -
- 2019年3月29日 - ああっママになるっ! ～アナタを想ってあふれるおっぱい～[6]
- 2019年4月26日 - 母性カノジョ2 -知性 崩壊編-
- 2020年4月24日 - 電子処女が現れた! コマンド!?[7]
- 2021年6月25日 - Role player：小粥姉妹の粘膜ポトレ ぐりぐちゃLIVE！
  - 2021年9月30日 - Role player:小粥姉妹の粘膜ポトレ ぐりぐちゃLIVE！ APPEND+
- 2022年9月30日 - Role Player:とろろ姉妹の粘膜ポトレ ぐりぐちゃLIVE![8]
  - 2023年9月29日 - Role Player:とろろ姉妹の粘膜ポトレ ぐりぐちゃLIVE! APPEND+
- 2025年4月25日 - Role Player:いくら姉妹の粘膜ポトレ ぐりぐちゃLIVE!

#### あかべぇそふとつぅTRY
- 2010年10月28日 - 俺サマのラグナRock
- 2011年7月29日 - シキガミ

#### しゃんぐりら
- 2007年6月28日 - 僕と極姉と海のYear!!
- 2008年3月27日 - 暁の護衛[9]
- 2008年12月25日 - 暁の護衛〜プリンシパルたちの休日〜
- 2010年4月22日 - 暁の護衛〜罪深き終末論〜[10]

#### しゃんぐりらすまーと
- 2011年5月27日 - 恋ではなく―― It's not love, but so where near.

#### 暁WORKS
- 2007年10月26日 - 僕がサダメ 君には翼を。
- 2008年6月26日 - るいは智を呼ぶ
- 2009年2月26日 - DEVILS DEVEL CONCEPT
- 2009年10月22日 - コミュ - 黒い竜と優しい王国 -
- 2010年9月23日 - るいは智を呼ぶ -フルボイスエディション-
- 2010年9月23日 - るいは智を呼ぶファンディスク -明日のむこうに視える風-
- 2012年3月30日 - ‘&’-空の向こうで咲きますように-
- 2014年1月24日 - Bradyon Veda
- 2014年3月28日 - ハロー・レディ!
- 2014年12月19日 - ハロー・レディ! -New Division-
- 2016年9月30日 - 緋のない所に烟は立たない
- 2017年1月27日 - 緋のない所に烟は立たない -緋修離と一蓮托生の女たち-
- 2017年2月24日 - スイセイギンカ
- 2018年11月30日 - ハロー・レディ！ -Superior Entelecheia-

#### 暁WORKS BLACK
- 2008年9月25日 - 民族淫嬢
- 2009年9月24日 - ボクがワタシになった理由 〜女装計画〜
- 2011年10月28日 - イヅナ斬審剣
- 2011年11月25日 - 揺り籠より天使まで
- 2011年12月22日 - HOTEL.

#### hibiki works(旧暁WORKS響SIDE)
- 2009年11月26日 - 紫電 〜円環の絆〜
- 2011年6月24日 - LOVELY×CATION
- 2013年4月26日 - LOVELY×CATION2
- 2014年4月25日 - PRETTY×CATION
- 2015年4月24日 - PRETTY×CATION2
- 2016年4月28日 - PURELY×CATION
- 2017年4月28日 - 新妻LOVELY×CATION
- 2017年12月22日 - なちゅらるばけーしょん
- 2018年4月27日 - 如月真綾の誘惑
- 2019年4月26日 - ALL×CATION
- 2020年7月22日 - Re CATION ～Melty Healing～[11]
- 2020年11月27日 - 水蓮と紫苑[12]

#### WHEEL
- 2009年6月25日 - 〜パンツを見せること、それが……〜 大宇宙の誇り
- 2010年2月25日 - ひのまるっ
- 2011年3月31日 - ぶら ぶら
- 2012年8月31日 - 第二音楽室へようこそっ!!

#### あかべぇめでぃあ
- 2009年1月9日 - G線上の魔王 サウンドドラマ -償いの章- 第一巻
- 2009年6月26日 - G線上の魔王 サウンドドラマ -償いの章- 第二巻

#### てぃ〜ぐる
- 2013年5月31日 - レミニセンス
- 2014年6月27日 - レミニセンス-Re:Collect-
- 2015年7月24日 - 幻のディストピア

#### スペルマニアックス
- 2011年10月28日 - せきさば! 〜私立せきがはら学園女子サバイバルゲーム部〜

#### あかべぇそふとすりぃ
- 2012年6月29日 - JOKER - 死線の果ての道化師 -
- 2012年7月27日 - 創世奇譚アエリアル
- 2014年2月28日 - 暁の護衛トリニティコンプリートエディション
- 2014年8月29日 - できない私が、くり返す。
- 2015年9月18日 - 聖騎士Melty☆Lovers
- 2015年12月11日 - 空色イノセント
- 2016年1月29日 - 働くオトナの恋愛事情
- 2016年3月25日 - オモカゲ 〜えっちなハプニング!? なんでもどんとこい！〜
- 2016年6月24日 - 手垢塗れの天使
- 2016年8月26日 - 生命のスペア I was born for you
- 2016年10月28日 - 愚者ノ教鞭
- 2016年11月25日 - 略奪者の淫宴
- 2016年12月22日 - 竜騎士Bloody†Saga
- 2017年3月24日 - 働くオタクの恋愛事情
- 2017年8月25日 - 手垢塗れの堕天使
- 2017年11月24日 - まほ×ろば -Witches spiritual home-
- 2018年1月26日 - 少女と年の差、ふたまわり。
- 2018年2月23日 - 働くオトナの恋愛事情2
- 2018年3月30日 - アイラブ 恋する乙女はキカイ仕掛け
- 2018年7月27日 - はるとゆき、
- 2018年9月28日 - きゃらぶれーしょん！ ～乙女は恋してキャラぶれる～
- 2018年10月26日 - 手垢塗れの復讐
- 2018年11月30日 - 手垢塗れコンプリートパック
- 2020年4月24日 - 白詰指輪 ～四つ娘の花嫁 俺、全員選びました～[13]
- 2020年4月24日 - 墓多DYINGZOMBIES ～Second Chance for BEAUTIFULLIVE～[14]

#### COSMIC CUTE
- 2013年3月22日 - LOVE SICK PUPPIES-僕らは恋するために生まれてきた-
- 2013年7月26日 - グリムガーデンの少女-witch in gleamgarden-
- 2015年5月29日 - love, VAMPIRE FLOWERS
- 2016年10月28日 - 空のつくりかた -under the same sky, over the rainbow-
- 2018年3月23日 - 雲上のフェアリーテイル -Fairy tale on the Clouds-

#### CollaborationS
- 発売日未定 - 太陽の子

#### NostalgicChord
- 2014年5月30日 - 放課後の不適格者
- 2015年2月27日 - アルカディアの灯火

その他
- 2007年2月23日 - THE BEST GAME VOCALS OF あかべぇそふとつぅ
  - Five Recordsより発売のボーカルコレクション。オフィシャルサイトでの告知は行っていない。
- 2008年8月15日 - G線上の魔王CHARACTER SONG CD 宇佐美ハル
  - ArielWaveより発売のキャラクターソング。
- 2009年4月24日 - G線上の魔王オリジナルサウンドコレクション
  - Five Recordsより発売のオリジナルサウンドトラック。

## 主なスタッフ
- 三舛啓/ミマス/KEY（有限会社AKABEi SOFT2代表取締役・AKABEiSOFT創設者・一般社団法人コンピュータソフトウェア倫理機構理事）
- るーすぼーい（シナリオ）
- 衣笠彰梧（シナリオ）
- トモセシュンサク（原画）
- 司城憲幸/憲yuki（プログラム）
- 春山学（プロデューサー・ディレクター）
- 蒼月しのぶ（漫画）
- 成瀬守（原画）
- 林田（ディレクター）
- γ（ディレクター）
- 後藤（ディレクター）
- 黒曜石 （シナリオ）

## 元スタッフ
- 泰良則充 （シナリオ）[15]
- 有葉（あるふぁ）（キャラクターデザイン・原画）[16]

## Webラジオ
橘まおと花澤さくらのあかべぇらじお
橘まおと花澤さくらがパーソナリティを務める情報バラエティラジオ番組。2017年7月14日から2018年6月22日まで音泉にて配信された。毎週金曜日更新。